# Синанишко езеро
Синанишкото езеро (Голямо Синивръшко езеро) е езеро в западния склон на Северен Пирин, разположено в дълбок циркус на 650 m на север-североизток от връх Синаница (Сини връх), на 2181 m н.в. Със своите 11,5 m дълбочина то е сред 10-те най-дълбоки езера в Пирин.
Има продълговата форма (140 на 90 m) и площ от 1,01 ha. Оттича се подземно, но водите му излизат на повърхността след 120 m и дават началото на Синанишката река, ляв приток на река Влахинска река, ляв приток на Струма. На северния бряг на езерото е изградена хижа Синаница.

## Други
На Синанишкото езеро е наречена улица в квартал „Манастирски ливади“ в София (Карта).

## Галерия
- Синанишко езеро, поглед от връх Синаница
- Езерото и върхът, поглед от Синанишката порта
- Връх Синаница
- Малко Синанишко езеро